# フィリップ・アイフィル
フィリップ・ネイサン・アイフィル（Philip Nathan Ifil, 1986年11月18日 - ）は、イングランド・ブレント区ウィルズデン出身の元サッカー選手。現役時代のポジションはディフェンダー。
実兄のジェレルも元サッカー選手。

## 経歴
「スティーヴン・カーの再来」との評価を受けた。2005年からミルウォールFCにレンタルされていたが、活躍が評価され2006年にトッテナム・ホットスパーFCに復帰した。2007年9月に3ヶ月ローンでサウサンプトンFCに再びレンタルされた。2008年1月にコルチェスター・ユナイテッドFCへ完全移籍を果たしている。
2011年5月にダゲナム・アンド・レッドブリッジFCを退団すると、同年8月2日にケタリング・タウンFCへ加入した。

## 所属クラブ
- トッテナム・ホットスパーFC 2004-2008.1

→  ミルウォールFC 2005.9-11, 2006.1-5 (loan)
→  サウサンプトンFC 2007.9-12 (loan)
- コルチェスター・ユナイテッドFC 2008.1-2010
- ダゲナム・アンド・レッドブリッジFC 2010-2011
- ケタリング・タウンFC 2011-2012